# Piscina municipale di Montjuïc
La piscina municipale di Montjuïc è un impianto riservato agli sport acquatici situato a Barcellona, in cima al promontorio di Montjuïc, sul lato meridionale del parco olimpico.

## Storia
La piscina venne costruita nel 1929 e subì una prima ristrutturazione nel 1955 per ospitare le gare di nuoto dei Giochi del Mediterraneo. Nel 1990 la piscina è stata demolita per permettere una nuova e più ampia ristrutturazione in funzione dei Giochi della XXV Olimpiade: la riapertura è avvenuta il 29 aprile 1992 con una cerimonia ufficiale tenuta dal comitato organizzatore dei Giochi.
Eventi ospitati
- II Giochi del Mediterraneo 1955 (nuoto, pallanuoto e tuffi)
- Giochi della XXV Olimpiade 1992 (pallanuoto e tuffi)
- Final Four LEN Euroleague 2007-2008
- Campionati mondiali di nuoto 2003 (tuffi)
- X Games 2013 (Skateboard Vert e BMX Freestyle Vert)
- Campionati mondiali di nuoto 2013 (tuffi)
- Campionati nazionali spagnoli:

Tuffi: 1929, 1931, 1932, 1934, 1943, 1948, 1950, 1952, 1954, 1960, 1962, 1992, 1993, 1994, 2003, 2005, 2010, 2012.
Nuoto: 1929, 1931, 1932, 1934, 1943, 1948, 1950, 1952, 1954, 1960, 1962.
Nuoto sincronizzato: 1958, 1960, 1963.

## Struttura
L'impianto è costituito da due piscine adiacenti: una riservata ai tuffi di 25 m × 25 m e profonda 5 m, dotata della torre di piattaforme e trampolini, e un'altra che misura 33 m × 25 m × 2,10 m, riservata prevalentemente alla pallanuoto. I posti a sedere sono 4100 (per i Giochi olimpici del 1992 la capienza era stata portata a 6000 posti con delle strutture temporanee) e situati sul lato settentrionale rispetto alle piscine: questo, vista la particolare posizione dell'impianto, garantisce una vista panoramica sull'intera città di Barcellona. Al di sotto delle due vasche sono collocate l'area di servizio, dotata di spogliatoi, palestra e centro medico, e l'area di manutenzione.